# پوکی موثر
پوکی مؤثر معمولاً نشان دهنده پوکی سنگ یا رسوب موجود برای کمک به جریان سیال از درون سنگ یا رسوب است که معمولا با عنوان "جریان عبوری از منفذ " شناخته می‌شود. پوکی‌ای که به عنوان "پوکی موثر" در نظر گرفته نمی شود، شامل آب متصل به ذرات رس (شناخته شده به عنوان آب مقیدشده ) و تخلخل "نازک" منزوی ( منافذ غیر متصل به منافذ دیگر) است. پوکی مؤثر در در نظر گرفتن مناسب بودن سنگها یا رسوبات به عنوان مخازن نفت یا گاز و یا به عنوان سفره آب از اهمیت بالایی برخوردار است.
این اصطلاح فاقد یک تعریف ساده و شفاف است. حتی برخی از عبارات استفاده شده در توصیف ریاضی آن (" {\displaystyle V_{cl}} ” و ” {\displaystyle V_{sh}} ”) دارای تعاریف متعدد هستند.

## زمینه‌ای برای تعاریف متعدد

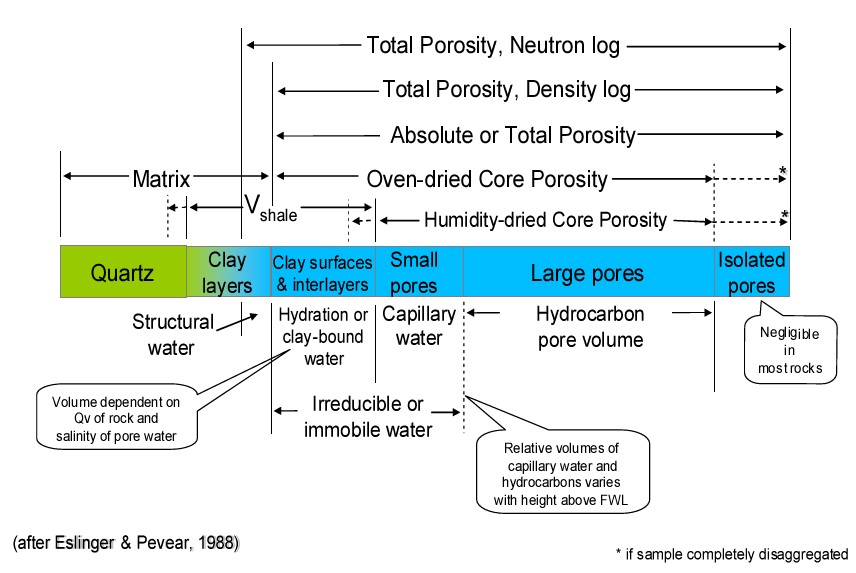
اجزای تشکیل دهنده سنگ ناخالص (توده‌ی سنگ) در احجامی به شکل‌های نواری. هر یک از اجزا بر حسب مقیاس رسم نگردیده‌اند. به عنوان مثال، پوکی و حجم منافذ برای موارد مشخص شده بیش از حد مورد تاکید قرار گرفته‌اند. برگرفته از اسلینگر و پیور

### کوارتز
"کوارتز" (که به طور دقیقتر "مواد معدنی غیر رسی" نامیده می شود) بخشی از ماتریس ، یا به عبارتی آنالیز درون‌هسته‌ای، از حجم دانه را تشکیل می دهد.

### لایه های سفالی
"لایه های رسی" خاک رس خشکی (V cl ) هستند که بخشی از حجم دانه را نیز تشکیل می دهد. اگر یک نمونه هسته در یک کوره خشک معمولی (اتمسفر بدون رطوبت) خشک شود، لایه‌های رسی و کوارتز با هم حجم دانه را تشکیل می‌دهند، و تمام اجزای دیگر جزییات هسته را «پوکی کل» تشکیل می‌دهند (صرف نظر از دیگر نظرات ). این پوکی کل هسته به طور کلی معادل مشتق log پوکی کل است که در این عبارت از مقادیر مشخص کننده ماتریس و چگالی سیال استفاده شود.
لایه های رسی حاوی گروه OH−  (اغلب با نام "آب ساختاریافته" شناخته میشود)هستند. این آب ساختاریافته هرگز بخشی از حجم منافذ نیست. با این حال، از آنجایی که log های نوترونی، H (هیدروژن) را حس  و محاسبه می کنند و تمام هیدروژن های حس و محاسبه شده به عنوان فضای حفره ای در نظر گرفته می شوند، بنابراین logهای نوترونی پوکی سنگ های آرژیلوس را با سنجش  OH− به عنوان بخشی از فضای منافذ، به طور دقیقی تخمین می زنند.

### سطوح و لایه های سفالی
"سطوح و لایه های رسی" شامل ذرات آب متصل شده به رس به روش الکتروشیمیایی (آب متصل به رس یا CBW) است که حجم آن بر اساس نوع رس و میزان شوری آب سازنده متفاوت است (به بخش پیوست ها مراجعه کنید). رایج ترین تعریف پوکی موثر برای ماسه سنگ ها، CBWها را به عنوان بخشی از پوکی در نظر نمیگیرد و این در حالی است که CBWها به عنوان بخشی از پوکی در نظر گرفته شده و محاسبه میشوند. بنابراین:
{\displaystyle {\text{Effective porosity}}={\text{Total porosity}}-{\text{CBW}}}
برای ارزیابی پوکی موثر، نمونه ها در رطوبت نسبی 40-45 درصد و 60 درجه سلسیوس خشک می شوند. این بدان معنی است که یک تا دو لایه مولکولی CBW را می توان حفظ نگه داشت و نوعی "پوکی موثر" را می توان در نمونه ها اندازه گیری کرد. با این حال، CBWهای حفظ شده توسط روش خشک سازی هسته به هسته و شاخه‌ای با رطوبت لزوما نماینده CBWها در فرآیند شکل گیری در شرایط مخزن نگهداری نیست. این نقص در شبیه‌سازی مخزن نه تنها به این دلیل رخ می دهد که CBW به حداقل مقدار خشک شدگی به صورت هسته به هسته و شاخه‌ای با رطوبت در شرایط مشخص شده تمایل دارد  بلکه این دلیل نیز بستگی دارد که مقدار CBW در شرایط مخزن با شوری آب تشکیل دهنده در فضای منافذ "موثر" تغییر می کند.
 هسته های خشک شده با رطوبت در فضای منافذ "موثر" هیچ آبی ندارند و بنابراین هرگز نمی توانند وضعیت مخزن CBW را به طور واقعی نشان دهند. یک عارضه و رخداد دیگر می تواند این باشد که خشک شدن هسته ها در اثر رطوبت ممکن است گاهی باعث ایجاد آب میعان شده در ریز منافذ عاری از رس شود.
اشتقاق ورودي پوکی مؤثر شامل CBW به عنوان بخشي از حجم سنگ نفت‌زا ( Vsh ) مي باشد. Vsh مقدار بزرگتری از حجم V cl دارد نه تنها به این دلیل که CBW را شامل میشود، بلکه به این دلیل که Vsh شامل دانه های کوارتز (و سایر مواد معدنی) و اندازه رس (و اندازه سیلت) است، و نه فقط خاک رس خالص.

### منافذ ریز
"منافذ کوچک" حاوی آب مویرگی هستند که با CBW متفاوت است از آن جهت که از نظر فیزیکی (و نه از جهت الکتروشیمیایی) به سنگ (توسط نیروهای مویین) متصل است. آب مویرگی به طور کلی بخشی از فضاهای پوکی موثر را تشکیل می دهد که برای هردوی log و هسته در نظر گرفته شده است. با این حال، فضای منافذ ریز مرتبط با شیل ها (جایی که آب توسط نیروهای مویین نگه داشته می شود و بنابراین CBW واقعی در نظر گرفته نمیشود) معمولاً به عنوان بخشی از Vsh توسط logها تخمین زده می شود و بنابراین به عنوان بخشی از پوکی مؤثر در نظر گرفته نمی شود. کل آب مرتبط با شیل ها به طرز صحیح‌تر "آب شیل" نامیده می شود که از نظر  مقداری بزرگتر از CBW است. اگر نمونه‌های خشک‌سازی هسته با رطوبت را انجام دهیم، (بعضی از) CBWهای متصل به روش الکتروشیمیایی باقی می‌ماند، اما هیچ یک از آب‌های ریز متصل با نیروی مویین (صرف نظر از دیگر نظرات  ) باقی نمی‌ماند. بنابراین، اگرچه شکل استنباط می‌کند که یک هسته خشک شده با رطوبت می‌تواند پوکی مؤثری مشابه با پوکی تجزیه و تحلیل log سیستم ایجاد کند، پوکی مؤثر ایجاد شده توسط هسته معمولاً بالاتر خواهد بود (به بخش «نمونه‌ها» مراجعه کنید) - صرف نظر از دیگر نظرات  . همانند گذشته، CBW واقعی مستقیماً نه از روی هسته‌ها و نه از روی logها اندازه‌گیری می‌شود، اگرچه اندازه‌گیری NMR کماکان نویدبخش است.
در یک ارتفاع معین بالاتر از سطح آب‌های آزاد، آب مویرگی "تقلیل ناپذیر" می شود. این آب مویرگی اشباعی از آب تقلیل ناپذیر ("Swi") را با توجه به پوکی موثر تشکیل می دهد (علی رغم  در نظر گرفتن گنجانده شدن آب میکروسکوپی به عنوان Vsh در طول تجزیه و تحلیل log سیستم) در حالی که در بررسی پوکی کل، CBW و آب مویرگی ترکیب "Swi" را تشکیل می دهند.

### منافذ بزرگ
"منافذ بزرگ" حاوی هیدروکربن ها (هنگام تشکیل یک منفذ حاوی هیدروکربن) هستند. در فضای بالای ناحیه انتقال، تنها هیدروکربن ها جریان خواهند داشت. پوکی موثر (برای اطلاعات بیشتر به تصویر پایین مراجعه کنید) را می توان به عنوان تنها فضای منافذ بزرگ در بالای ناحیه انتقال طبقه بندی کرد که با هیدروکربن‌ها پر شده‌اند.
طبق مطلب فوق، فضای پوکی موثر با حجم منافذ حاوی هیدروکربن با قابلیت جابجایی برابر در نظر گرفته شده است. بنابراین، اگر میزان اشباع هیدروکربن باقیمانده در 20٪ محاسبه شود، تنها 80٪ از منافذ پر از هیدروکربن در شکل، فضای منافذ موثر را تشکیل می دهند.

### منافذ جدا شده
"منافذ جدا شده" در آوندها ، و بیشترِ کربنات ها ، سهم ناچیزی در پوکی دارند. استثناهایی نیز وجود دارد. برای مثال، در برخی از کربنات‌ها، آزمایش‌های انجام شده‌‌ی موجودات میکروسکوپی می‌توانند آهکی شوند تا فضای منافذ درون-ذره‌ای جدا شده قابل توجهی ایجاد شود که به فضای منافذ بین ذره‌ای در دسترس برای ذخیره و جریان هیدروکربن متصل نیستمد. در چنین مواردی، تجزیه و تحلیل هسته فقط فضای منافذ بین جزیی یا "پوکی موثر" را ثبت می کند، در حالی که logهای مربوط به چگالی و نوترون فضای کل منافذ را ثبت می کنند. تنها با خرد کردن سنگ، تجزیه و تحلیل هسته می‌تواند پوکی کل را که توسط logها مشاهده می‌شود، را محاسبه کند. تعریف غیرمدرن مهندسی نفت و تجزیه و تحلیل هسته از پوکی موثر، مجموع فضای حفره های به هم پیوسته است - یعنی منافذ جداشده در نظر گرفته نمیشوند. بنابراین، در عمل، برای اکثریت قریب به اتفاق سنگ های رسوبی ، این تعریف از پوکی موثر معادل پوکی کل است.

## خلاصه‌ای از اصطلاحات

خلاصه اصطلاحات با استفاده از مفاهیم Eslinger و Pevear

پوکی کل
حجم سنگ مخزن که با سیال (نفت، آب، گاز) پر شده است که به صورت درصد یا کسری از حجم سنگ ناخالص (توده) بیان می شود.
پوکی موثر {\displaystyle \phi _{e1}}
مجموع تمام فضای منافذ به هم پیوسته. در اکثریت قریب به اتفاق موارد، این تحلیل هسته و تعریف مهندسی نفت از پوکی موثر معادل پوکی کل است.
پوکی موثر {\displaystyle \phi _{e2}}
پوکی موثر بر روی نمونه‌های هسته‌هایی که در کوره‌ای با شرایط مرطوب خشک می‌شوند اندازه‌گیری می‌شود تا خاک رس یک یا دو لایه مولکولی آب محدود را حفظ کند - با این حال، این CBW یک حداقل را اتخاذ میگندو به نظر میرسد بیانگر شرایط مخزن نیست.
پوکی موثر {\displaystyle \phi _{e3}}
پوکی کل منهای آب محدود به خاک رس (CBW).
پوکی موثر {\displaystyle \phi _{e4}}
log پوکی موثر. در اصل، پوکی کل منهای آب شیل، که در آن مواد معدنی جامد و حجم شیل (Vsh) ماتریس (پوکی غیر موثر) را تشکیل میدهند و حجم باقیمانده پوکی موثر را تشکیل می‌دهد. برای اهداف عملی، Vsh شامل خاک رس جامد و کسری از کانی های غیر رسی به اندازه خاک رس و سیلت، به اضافه CBW و آب مویرگی متصل به ریز منافذ شیل است.
پوکی موثر {\displaystyle \phi _{e5}}
در یک مخزن حامل هیدروکربن در بالای ناحیه انتقال، تنها فضای منفذی است که با هیدروکربن ها پر شده است. از لاگ NMR، این عبارت معادل با شاخص مایع آزاد (FFI) است، به بیان دیگر، تمام فضای منافذ بالای برش T2.
تعیین پوکی موثر و میکرو تخلخل را می توان از توزیع NMR T2 و همچنین از منحنی فشار مویرگی تعیین کرد. توزیع تجمعی برای نمونه کاملاً اشباع شده با توزیع تجمعی پس از سانتریفیوژ100(psi) مقایسه می شود. زمان قطع که توزیع T2 را به ماکرو تخلخل و میکرو تخلخل تقسیم میکند، به عنوان زمان آرامش در نقطه‌ای که پوکی تجمعی نمونه کاملاً اشباع شده برابر با اشباع آب غیرقابل کاهش است، تعریف می‌شود.
پوکی موثر {\displaystyle \phi _{e6}}
حجم فضای منافذی که فقط حاوی هیدروکربن های قابل تولید است.
آب متصل به خاک رس (CBW)
مقدار آب متصل به خاک رس با رابطه زیر تعیین می شود
{\displaystyle {\text{CBW}}=\phi _{t}\cdot {\text{SF}}\cdot {\text{Qv}}}
جایی که {\displaystyle \phi _{t}} پوکی کل است، {\displaystyle {\text{SF}}} فاکتور شوری است
و {\displaystyle {\text{Qv}}} ظرفیت تبادل کاتیونی است، فضای منافذ meq/ml
فاکتور شوری (SF)
{\displaystyle 0.6425\cdot S^{-0.5}+0.22}
که در آن S شوری بر حسب  گرم بر لیتر است.

## مثال ها
یک مثال شگفت انگیز از پوکی موثر هسته در مقابل پوکی موثر log سیستم از برخی از مخازن Greensand در استرالیای غربی ذکر شده است. Greensands به این دلیل سبز هستند که گلوکنیتس آهن دار که معمولا به عنوان  ایلیت / میکا یا لایه مخلوط illite- اسمکتیت خاک رس توسط پراش اشعه ایکس شناخته میشوند، دارند. گلوکونیت فی نفسه دارای آب متصل به رس به روش الکتروشیمیایی (CBW) به دلیل انواع رس است. مهمتر از آن برای در نظر گرفتن پوکی موثر، دانه های گلوکونیت (بخشی از Vsh) دارای فضای منافذ ریز متخلخل  خاص در درون خود هستند که آب مویرگی را حفظ می کند. گلوکونیت می تواند درصد زیادی از سنگ مخزن را تشکیل دهد و بنابراین فضای منافذ درونی مرتبط با هم می تواند قابل توجه باشد. پوکی موثر log سیستم محاسبه شده در 25٪ در برخی از مخازن Greensand، پوکی موثر تجزیه و تحلیل هسته ای 35٪ در اعماق مشابه را نتیجه داده است. تفاوت در ریز تخلخل گلوکونیتی است که حاوی آب در شرایط مخزن است و به عنوان بخشی از Vsh (تخلخل غیر موثر) با تجزیه و تحلیل log سیستم است. با این حال، ریز تخلخل گلوکونیتی به عنوان بخشی از پوکی موثر در شاخه های هسته اندازه گیری می شود، حتی اگر آنها در برابر رطوبت خشک شوند.
ماسه های سبز ممکن است درجات مختلفی از دشواری را برای تجزیه و تحلیل logهای پوکی ایجاد کنند.رادیکال‌های  OH− بر logهای مربوط به نوترون تأثیر می‌گذارند. جزء آهن مشکل ساز است و هیدراتاسیون گوناگون خاک رس  باید برای تفسیر log چگالی در نظر گرفته شود. جزء آهن بر logهای مربوط به NMR و خاک رس بر روی log صوتی تأثیر می گذارد. بنابراین، ضروری است داشتن یک هسته - یا حداقل درکی خوب از زمین شناسی - قبل از فراخوانی روابط پوکی کل در مقابل پوکی موثر ضروری است.

## همچنین ببینید
- چگالی ظاهری
- پوکی
- تخلخل گاز